# Leo Westhues
Leo Westhues (* 27. September 1920 in Ahlen; † 14. Dezember 1977) war ein deutscher Politiker der CDU.

## Ausbildung und Beruf
Leo Westhues besuchte die Volksschule und das Realgymnasium, an dem er das Abitur erlangte. Westhues wurde zum Wehrdienst eingezogen und geriet in Kriegsgefangenschaft. Nach dem Zweiten Weltkrieg schlug er eine Rechtspflegelaufbahn im Justizdienst mit Examen ein. Er war an den Amtsgerichten Warendorf, Münster, Marl und Ahlen tätig. Ab 1961 wirkte er als Direktor der Spar- und Darlehnskasse Ahlen.

## Politik
Leo Westhues war von 1957 bis 1962 Ortsvorsitzender der CDU Ahlen und ab 1959 Kreisvorsitzender in Beckum, ferner Mitglied des Landesparteiausschusses der CDU für den Kreis Beckum. Ab 1961 war er Mitglied des Kreistages Beckum und dort ab 1964 Fraktionsvorsitzender.
Leo Westhues war vom 24. Juli 1966 bis zum 2. September 1968 direkt gewähltes Mitglied des 6. Landtages von Nordrhein-Westfalen für den Wahlkreis 087 Beckum I. Westhues schied vorzeitig aus dem Landtag aus.